# Metropolitan Tower
Metropolitan Tower je mrakodrap v newyorské čtvrti Manhattan. Má 68 pater a výšku 218 metrů. Z toho 20 pater je kvádrová budova, na níž stojí 48patrová trojboká věž, jež svým klínem směřuje k Central Parku. Výstavba probíhala v letech 1984–1987. Vlastníkem budovy je společnost Macklowe Properties.
Méně jak 10 metrů od Metropolitan Tower se nachází další mrakodrap, Carnegie Hall Tower; mezi nimi leží jen restaurant Russian Tea Room.